# Eustaquio IV de Boulogne
Eustaquio IV (c. 1127-1135-17 de agosto de 1153), conde de Boulogne, fue el hijo mayor de Esteban de Inglaterra y la condesa Matilde I de Boulogne. Cuando su padre ascendió al trono inglés a la muerte de Enrique I en 1135, se convirtió en heredero aparente. A la muerte de su madre en 1152 heredó el condado de Boulogne y otras propiedades.
Eustaquio es mencionado por primera vez en uno de los diplomas de sus padres, datado antes de agosto de  1131. Como heredero al trono en 1137, presentó homenaje por Normandía a Luis VII de Francia, con cuya hermana Constance se casaría en 1140 (como viuda se casó con el Conde Raimundo V de Tolosa). Eustace fue ordenado caballero en 1147, cuando contaba probablemente entre dieciséis y dieciocho años de edad. En 1151 se unió a su cuñado Luis VII en un ataque a Normandía. La unión fue corta, ya que Luis aceptó el homenaje de Enrique Plantagenet por Normandía. Al año siguiente, estaba en Francia formando parte de una coalición integrada por los enemigos de Enrique, pero el control del ducado permaneció intocable.
En las últimas etapas del periodo conocido como La Anarquía, Esteban estuvo preocupado por asegurar la posición de Eustaquio como su heredero. En un consejo celebrado en Londres el 6 de abril de 1152, Esteban indujo a varios barones a presentar homenaje a Eustaquio como futuro rey; pero el Arzobispo de Canterbury, Teobaldo de Bec, y los otros obispos declinaron actuar en la ceremonia de coronación amparándose en que la curia Romana había declinado la petición de Esteban de usar la costumbre capeta y coronar a  Eustaquio en vida, optando en su lugar por aferrarse a la costumbre inglesa, y negando a Eustaquio su coronación.
Tras el segundo asedio de Wallingford en julio de 1153, después de que Enrique invadiera Inglaterra y consiguiera amplios apoyos, Esteban fue persuadido para llegar a los acuerdos conocidos como Tratado de Winchester. Esto afirmaba a Enrique como heredero de Esteban. Eustaquio se retiró de la corte «grandemente vejado  y enojado, porque la guerra, en su opinión, no había llegado a una conclusión apropiada».
Eustaquio murió repentinamente al año siguiente, a comienzos de agosto de 1153, golpeado (así que se dijo) por la ira de Dios mientras saqueaba tierras eclesiásticas cerca de Bury St Edmunds. Otros creen que Eustaquio murió sencillamente de un corazón roto. La muerte de Eustaquio fue acogida con satisfacción general ya que abría la posibilidad de una convivencia pacífica entre Esteban y su rival, el joven Enrique de Anjou. Según William de Newburgh, Esteban quedó «apenado más allá de medidas por la muerte del hijo quien esperaba le sucedería; realizaba los preparativos bélicos menos vigorosamente y escuchaba más pacientemente de lo habitual a las voces que urgían a la paz».
La reputación que Eustaquio dejó fue mixta. Por un lado, la Crónica de Peterborough, no contenta con vocear este sentir, da a Eustaquio un mal carácter. «Fue un hombre malvado e hizo más daño que bien dondequiera que fuera; estropeó las tierras e impuso pesados impuestos». Eustaquio atacó tierras de la iglesia cerca de Peterborough posiblemente incitando esta aversión de la Crónica. Había usado estas amenazas contra los obispos recalcitrantes, y en la guerra contra el partido Angevino había reclamado contribuciones de las casas religiosas. Aun así, la Gesta Staphani le describe como heredero de Esteban capaz de «encontrarse con hombres en pie de igualdad o superioridad según la ocasión».
Eustaquio fue enterrado en la abadía de Faversham en Kent, fundada por sus padres, quienes también fueron enterrados en Faversham. Posteriormente las tres tumbas se perderían a consecuencia de la Disolución de los Monasterios.